# Djamel Bakar
Djamel Bakar (* 6. April 1989 in Marseille) ist ein ehemaliger französisch-komorischer Fußballspieler.

## Karriere

### Verein
2006 wurde er in die Profimannschaft des AS Monaco berufen. In den folgenden Spielzeiten absolvierte er 28 Ligaspiele für den Verein, in denen er ein Tor schoss. Zur Saison 2009/10 schloss er sich dem AS Nancy an, den er nach dem Abstieg aus der ersten französischen Liga 2013 in Richtung Montpellier verließ. Hier spielte er drei Saisons und wechselte dann nach Belgien zum RSC Charleroi. Aber nur ein Jahr später nahm ihn der FC Tours für eine Spielzeit unter Vertrag. Die Hinrunde der Saison 2018/19 war er ohne Verein, doch in der Winterpause gab der luxemburgische Erstligist F91 Düdelingen seine Verpflichtung bekannt. Hier bestritt er bis zum Saisonende keine Partie, ist seitdem ohne neuen Verein und daher ist von seinem Karriereende auszugehen.

### Nationalmannschaft
Bakar spielte zwischen 2007 und 2010 für die U-19, U-20 und die U-21 Frankreichs. In dieser Zeit kam er auf insgesamt 19 Länderspiele und drei Tore.
Sein erstes A-Länderspiel für die Komorische Fußballnationalmannschaft bestritt er am 24. März 2016 in der Afrika-Cup-Qualifikation gegen Botswana (1:0). In den 16 Länderspielen bis zum Jahre 2018 konnte er gegen Gabun und Kenia jeweils ein Tor erzielen.